# 日光褪盡
《日光褪盡》（羅馬化：Sin Saeng Tawan），是一部改編自米琳KL同名小說的愛情連續劇。由SHOW It發行，諾帕考·德查帕塔納坤、吉迪彭·堤帕亞塔亞勒、耶娜·薩拉斯、坦雅帕·帕塔拉媞拉猜差容及丹妮絲·潔莉爾查·卡本領銜主演。預計2025年於泰國第3電視台播出。

## 演員陣容
註：括號內的演員姓名為小名。

### 主要演員
- 諾帕考·德查帕塔納坤（Kao） 飾演 Tawan
- 吉迪彭·堤帕亞塔亞勒（Au） 飾演 Kongthap
- 耶娜·薩拉斯（Gina） 飾演 Plaifah
- 丹妮絲·潔莉爾查·卡本（Denise） 飾演 Nicha
- 坦雅帕·帕塔拉媞拉猜差容（Namfah） 飾演 Ingdao

## 製作
2024年4月30日，製作公司Show it於官方Instagram發布主演群的讀本片段，並在隔日揭曉主演陣容。2024年5月30日，發布定裝照。2024年7月3日正式開拍。

## 外部連結
- MyDramaList上的劇情簡介 （页面存档备份，存于）（英文）